# Latrano
Le village médiéval de Latrano (en italien : Villaggio medievale di Latrano) est attesté par des documents du XIIe et XIVe siècles sur l'île d'Elbe situé à l'ouest de la commune de Portoferraio, dans la province de Livourne en Toscane. 

## Documents historiques

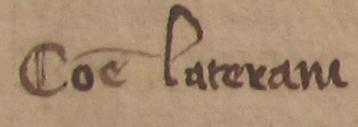
Co (mun)e Laterani, document de 1260.

Des documents de 1260, rédigés par le notaire pisan Rodolfino, concernant les communes de l'île d'Elbe obligées chaque année de donner des faucons à l' archevêque de Pise, mentionnent la commune de Laterano ou Latrano. 
Au XIVe siècle déjà, il n'existait plus aucune preuve documentaire. C'était un petit village aujourd'hui complètement disparu, situé sur une colline près de Magazzini, à une courte distance de la Chiesa di Santo Stefano alle Trane (it) (le toponyme Le Trane est une corruption de l'ancien Latrano), l'édifice roman le mieux conservé de l'île d'Elbe. La façade est ornée de trois arcs aveugles surmontés de pilastres ; sur les portails extérieurs et sur la couronne de l'abside se trouvent des bas-reliefs avec des figures zoomorphes et anthropomorphes. Cette église, paroisse de Laterano, est rappelée dans les Rationes decimarum de 1298 («... ecclesia de Latrano de Ilba ...») et dans une lettre du pape Clément VI datée de 1343 («… Sancti Stephani de Laterano […] insule llbe…»). Selon Giovanni Vincenzo Coresi Del Bruno (1729), « non loin de là se trouvent des tombes antiques, actuellement appelées Monuments. »

## Galerie

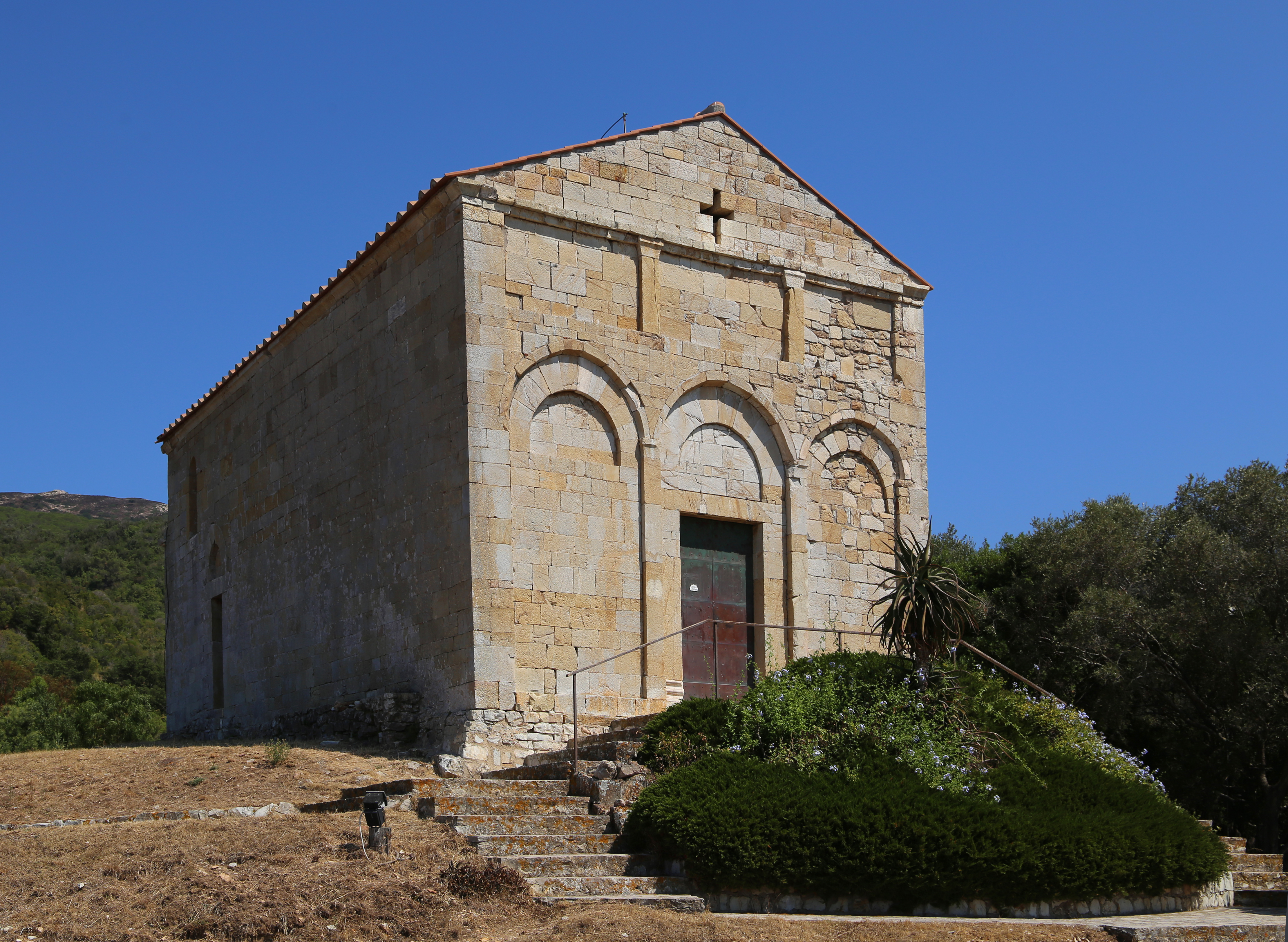
Santo Stefano de LaTrane.
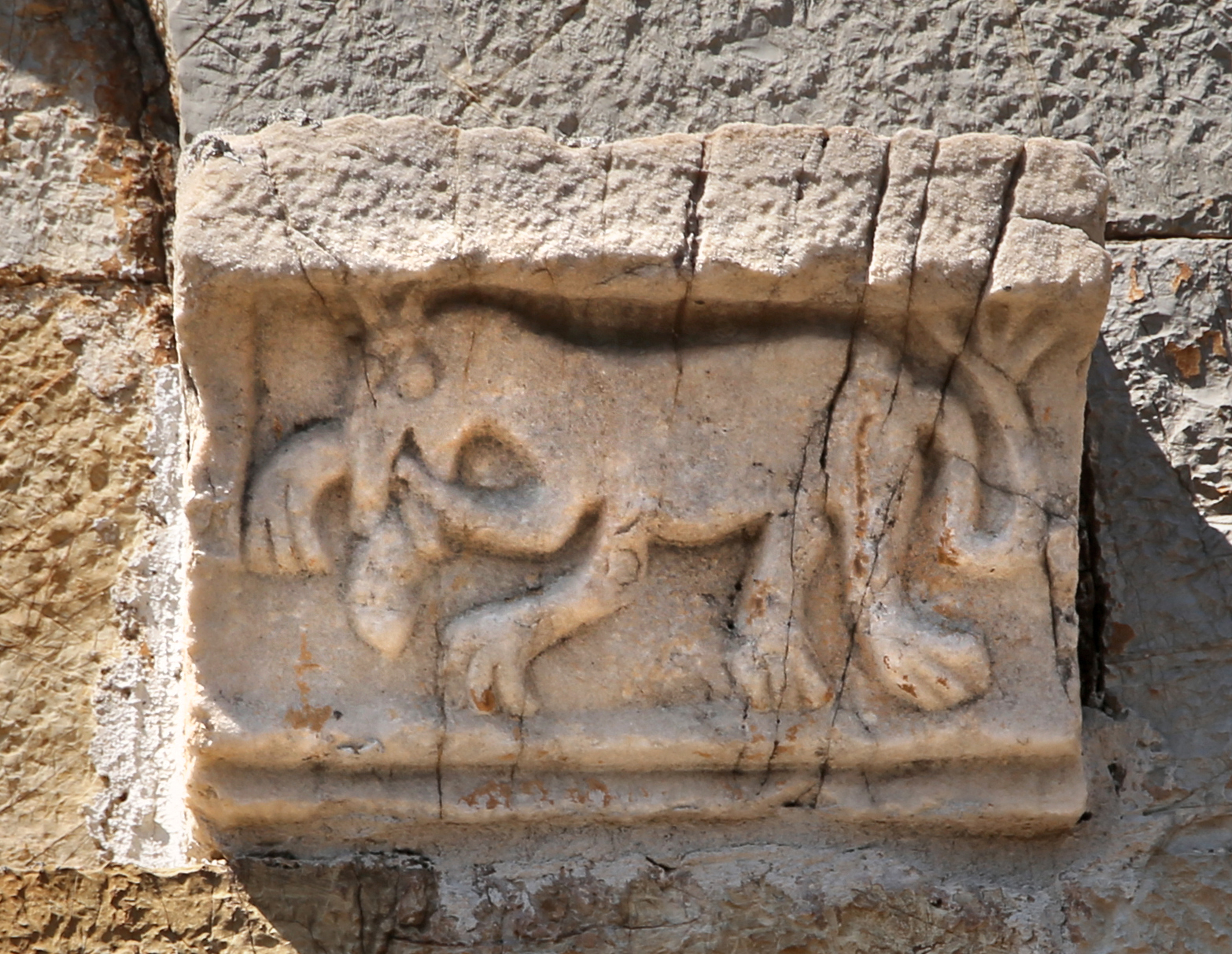